# New Rock

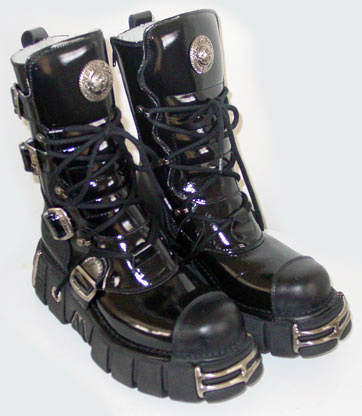
Пара ботинок New Rock

New Rock — испанская фирма одежды и обуви, производящая товары, ориентированные на субкультуры готов, металлистов, а также байкеров.
New Rock также продают линию одежды, сделанной, преимущественно, из кожи. Она не так доступна, как линия обуви, но её можно приобрести в интернет-магазине на их официальном сайте и в магазинах. Обычно одежда фирмы гармонирует с их линией обуви и создана для того, чтоб люди носили её именно в комплекте с ботинками New Rock. К примеру, есть кожаный жакет и кожаные штаны с нарисованными языками пламени, а в линии обуви имеются ботинки с таким же рисунком.
Основанное в 1929 году фамильное дело развивается уже 3 поколения. С 2005 года совладельцем компании является Тилль Линдеманн.

## Цена
Цена на ботинки в среднем около $220 и варьируется от магазина к магазину, а также по странам и городам. Модели, выпуск которых прекращён, ценятся выше.

## Стили
Существует несколько линий продукции New Rock, в том числе «готическая» обувь и одежда, ботинки для мотоциклистов, обувь на высоком каблуке, ковбойская обувь.
Каждая линия имеет своё название, например, обувь на высоком каблуке носит имя Malicia, а готические ботинки — Metallic Power.

## Поп-культура
Благодаря необычному дизайну, а именно необычайно толстой подошве, шипам, цепям, рисункам черепа обувь New Rock широко пользуется успехом у готов и панков. Одежду, ботинки и аксессуары компании также покупают фетишисты.